# Coronel Charlone
Coronel Charlone (anteriorment Poble i Colonia Fernando Martí) és una localitat de l'Argentina, ubicada al partit de General Villegas, al nord-est de la província de Buenos Aires. La principal via que comunica el poble és la Nº 33, pavimentada el 2006, que uneix Emilio V. Bunge amb Charlone. Es troba a 80 km de la capital del partit: General Villegas i a 2 km del límit amb la província de Córdoba.
L'últim cens poblacional, realitzat el 2005 pel Centre Juvenil Cooperatiu, mostra l'existència de 1.523 habitants.
Les principals activitats productives són l'agricultura i la ramaderia. També destaca la producció làctia, ja que el poble compta amb una planta industrial de "SanCor Cooperativas Unidas Ltda.".
L'activitat comercial està formada per uns 100 comerços habilitats.
El patró de la població és el Sagrat Cor de Jesús. La seva festa se celebra el tercer divendres de juny.

## Història
Coronel Charlone va sorgir a conseqüència de les operacions colonitzadores en el marc del que es va anomenar Campanya del Desert. De fet, el Govern de la Nació -promotor de la campanya- dirigit per Julio Argentino Roca, considerava desert un bast territori de l'interior de la Pampa format per terres molt fèrtils que encara es trobaven en domini d'alguns pobles indígenes, especialment pels ranquels.
Com que no hi ha registres exactes, es va adoptar el 30 de juny de 1908 com a data de fundació de la localitat, ja que aquest dia va començar la venda dels lots que donarien origen al nou poblat. L'any 1911 es van celebrar els festejos de la inauguració oficial de la localitat.

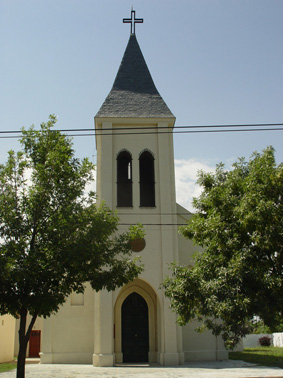
Església del Sagrat Cor de Coronel Charlone

Els lots de terra on es va aixecar la nova població pertanyien a l'empresari i comerciant català Fernando Martí Tomàs (Xerta, 1851- Buenos Aires, 1925). Aquest empresari va emigrar a l'Argentina l'any 1871 i va fundar, junt amb els seus germans, l'empresa familiar "Martí Hermanos" amb la qual exportaven des d'Espanya oli d'oliva marca "Vaca", vins, licors i conserves a diferents països sud americans però, especialment, a l'Argentina. Cap al 1873 Fernando Martí va fundar una fàbrica i uns tallers de calçat a Buenos Aires, ubicats al carrer Catamarca. Amb el temps, aquesta empresa va esdevenir una entitat molt important a nivell nacional, formada per una plantilla d'uns 1.200 treballadors. Segons la tradició oral, com proveïa de calçat a l'Exèrcit Argentí, el Govern de la Nació va decidir gratificar-lo amb 17.000 hectàrees de terra, en una zona que havia format part de territori indígena, concretament dels indígenes Ranqueles. A partir de l'any 1900 va passar per aquelles terres el ferrocarril que unia les poblacions de Rufino i Italó. En aquell indret es construí l'estació Charlone. Per aquest motiu, i donada la gran immigració europea que rebia l'Argentina en aquells temps, Fernando Martí, igual que molts empresaris d'aquell moment, seguit per les ànsies de crear un nou món, va considerar interessant crear un poblat per tal de vendre a lots les parcel·les als nouvinguts, d'aquesta manera va néixer el Pueblo y Colonia Fernando Martí. La localitat va créixer al voltant del parador ferroviari, construint les diferents edificacions, entre les quals destaquen la capella, dedicada primerament a Ferran III de Castella en honor del seu fundador i després al Sagrat Cor, l'escola primària, el xalet del sr. Martí, l'hotel Mayo, l'antiga estació del ferrocarril... entre d'altres. Tots aquests edificis encara conserven l'estructura arquitectònica original els quals configuren el patrimoni històric de la població.

## Toponímia
Juan Bautista Charlone era un militar italià que va morir als 40 anys a la guerra del Paraguai. El governador de Buenos Aires va decidir batejar l'estació del ferrocarril (ubicada a les terres de Fernando Martí) inaugurada el primer dia de juny de 1900, al ramal que uneix Rufino (Santa Fe) amb Italó (Córdoba), en honor de la seva valentia i la seva mort al servei de la Nació. Tot i això, el caràcter heroic va ser posat en dubte per autors que relacionen la seva participació en les tropes mercenàries que comandava Giuseppe Garibaldi, les quals van lluitar a favor dels interessos unitaris i que van reprimir diverses sublevacions indígenes.
La proximitat de la localitat a l'estació Coronel Charlone va causar que la gent de la zona —majoritàriament immigrants espanyols i italians— nombraren quotidianament el poble com l'estació del ferrocarril. Cap al 1980 una llei va determinar el que ja era un costum per part dels seus pobladors, i des del moment Pueblo y Colonia Fernando Martí va rebre el nom definitiu de Coronel Charlone.

## Agermanaments
Coronel Charlone manté una relació d'agermanament amb :
- Xerta (Catalunya, Espanya), 2008.